# Johan Falk: Barninfiltratören
Johan Falk: Barninfiltratören är en svensk action-thriller från 2012 med Jakob Eklund i huvudrollen. Filmen släpps på dvd den 21 november 2012 och är den fjortonde filmen om Johan Falk.

## Rollista
- Mikael Tornving - Patrik Agrell
- Jakob Eklund - Johan Falk
- Meliz Karlge -  Sophie Nordh
- Alexander Karim -  Niklas Saxlid
- Mårten Svedberg -  Vidar Pettersson
- Zeljko Santrac -  Matte
- Hanna Ullerstam - Ann-Louise Rojas
- Jens Hultén - Seth Rydell
- Anastasios Soulis - Felix Rydell
- Alexander Cardell - Cristoffer Rydell
- Joel Kinnaman - Frank Wagner
- Christian Brandin - Conny Lloyd
- Anders Gustavsson - Victor Eriksen